# Верхнекамское месторождение калийно-магниевых солей
Верхнекамское месторождение калийно-магниевых солей (ВМКМС) — месторождение калийных и магниевых солей в Пермском крае России. Разрабатывается с 1934 года.

## Границы
На севере от озера Нюхти в Красновишерском районе до бассейна реки Яйвы на юге. Протяжённость разведанной части с севера на юг — 140 км, с запада на восток — около 60 км. В основном расположено на левом берегу Камы (города Березники и Соликамск находятся «на месторождении»), плюс небольшой участок на правобережье.

## Описание
Верхнекамское месторождение калийно-магниевых солей является главной составной частью Соликамского калиеносного бассейна, располагающегося в левобережной части долины реки Камы, между рекой Вишерой на севере и рекой Яйвой на юге. Площадь бассейна составляет более 6,5 тыс. км².
Основные соли: хлориды натрия (галит), калия (сильвин), калия и магния (карналлит). Добыча подземным способом, глубина залегания 100—500 м. Четыре калийных комбината в Березниках, три — в Соликамске.
Самый южный из разведанных участков — Палашерский (1971), севернее него- Усть-Яйвинский (1990) и Талицкий (1969). Северные участки: Боровской и Половодовский (1975). Другие: Дурыманский (1958), Соликамский (1961), Березниковский (1963), Балахонцевский (1964), Быгельско-Троицкий (1965), Ново-Соликамский (1971) (в скобках — год утверждения запасов).

## Геология
Около 286 млн лет назад эта местность была дном древнего моря, которое способствовало образованию современного месторождения калийно-магниевых солей.
Соленосные и калиеносные отложения приурочены к пермскому периоду, а именно к иренскому горизонту кунгурского яруса и соликамскому горизонту уфимского яруса. На поверхность они нигде не выходят и повсюду прикрыты мощной толщей пустых пород: известняков, мергелей и глин, и эти породы лишь в районе скважины № 1, на окраине Соликамска, имеют мощность от 78 до 90 метров, обычно же их мощность достигает 120-150-180 м.
Благодаря бурению многочисленных скважин, а также изучению многих других геологических обнажений геологи и палеографы пришли к выводу о существовании в пермский период истории Приуралья нескольких видов ландшафтных достопримечательностей — безбрежных морских просторов с грядами и атоллами рифов, огромных мелководных лагун, где в невообразимых количествах отлагались различные соли, и никогда не виданных современными землянами красных, жёлтых и белых гигантских пустынь и великих равнин, изборождённых дельтами невиданных ныне рек (исследования немецкого геолога и естествоиспытателя И. Вальтера, приехавшего в 1897 году на Урал).
Открытия в Пермском Прикамье месторождений калийных солей и нефти обусловили постановку широких прикладных и теоретических палеографических исследований. Известный прикамский геолог, профессор Пермского университета Н. П. Герасимов впервые на территории Камского Приуралья начал выделять карбонатные, терригенные и соленосные формации — крупные типические комплексы отложений пермской эпохи. В 1937 году к 17-му международному геологическому конгрессу был издан коллективный труд по геологической истории страны с приложением атласа палеогеографических схем, в котором были показаны области развития суши и морских бассейнов, в том числе и для пермского периода. В послевоенное время важным этапом в развитии палеогеографических исследований Камского Приуралья явилось издание «Атласа литолого-палеогеографических карт Русской платформы и её геосинклинального обрамления» (1961) и «Атласа литолого-палеогеографических карт палеозоя и мезозоя Северного Приуралья» (1972).
В результате перечисленных и более поздних исследований во всей широте развернулась проблема солеобразования в огромном солеродном кунгурском бассейне, разлившемся в нижнепермскую эпоху в границах нынешнего Верхнекамского месторождения калийных солей. По суждениям множества учёных, обнажения калийных солей в современных рудниках на этом месторождении являются редчайшими памятниками древним пермским климатам кунгурского времени (кунгурский ярус пермского периода).
На территории Верхнекамского месторождения в мощных соляных залежах находят фрагменты стволов и ветви древних деревьев. Один из стволов семиметровой длины — явный представитель тропического или субтропического леса. Нередко в солях встречаются разнообразные высокотемпературные минералы, также не являются случайностью открытия в соляных толщах вулканических и магматических пород. Эти и другие факты позволяют предположить, что формирование залежей ископаемых солей происходило и при значительном участии глубинных термальных вод. Многие исследователи делают вывод о том, что соли образовались глубоко под землёй в свободных подземных пространствах, периодически сообщающихся как с земной поверхностью, так и с горячими недрами Земли.

## Гидрогеология
ВМКМС находится в пределах Предуральского артезианского бассейна, основными областями питания которого в Прикамье являются Уфимское плато, Тиманская гряда и частично передовые складки Урала, а зонами разгрузки — р. Кама и её крупные притоки. На территории Прикамья выделяют три гидрогеологические области: Уральскую, Предуральскую и Камскую. Соляная толща месторождения, являясь водоупором, разделяет подземные воды на два гидрогеологических этажа — нижний (подсолевой) и верхний (надсолевой). В соответствии с этим на месторождении выделяются надсолевые и подсолевые воды. Сама соляная толща содержит небольшое количество рассолов — внутрисолевые воды. В подземных горных выработках часто распространены рудничные рассолы техногенного происхождения — конденсационные и закладочные. Они не связаны с другими природными водами.

## История
Ещё в середине XV века на реке Усолке появились первые солеварни, где выпаривалась качественная пищевая соль «пермянка». Рассол качался из скважин по «трубам» (выдолбленным стволам деревьев). Остатки таких труб можно увидеть в краеведческих музеях Березников, Соликамска и Усолья. Глубина скважин постоянно увеличивалась — нужны были все более и более крепкие рассолы.
В 1906—1907 годах при проходке Людмилинской скважины на Усолке произошло вскрытие коренной каменной соли. Пласт этой породы был встречен на глубине 37 сажен (79 метров). В 1911 году горный инженер И. Н. Глушков впервые высказал мысль о большом размере месторождения и о необходимости разведки калийных солей в Прикамье. В 1916 году академик Курнаков исследовал образцы красной соли, доставленные из Соликамска инженером Г. Дерингом, и обнаружил в них содержание KCl — 33,69 %, NaCl — 65,14 %. В 1924 году начали разведку месторождения.
В 1920-х годах здесь работала геологическая экспедиция, возглавляемая профессором Пермского университета Павлом Преображенским. На правом берегу реки Усолки, в 300 метрах западнее Людмилинской трубы была установлена буровая установка (скважина № 1 на территории бывшего Троицкого солеваренного завода). В ночь с пятого на шестое октября 1925 года на глубине 91,7 — 92,3 метра обнаружен пласт калийных солей с содержанием KCl 17,9 процента. Эта дата и считается[кем?] «днем рождения» отечественной калийной промышленности.

## Промышленная разработка
Промышленная разработка месторождения ведется с 1934 года. В Березниках и Соликамске разработкой занимается ПАО «Уралкалий».
В 1986 и 2006 годах в Березниках были затоплены два рудника. В 2014 году произошёл провал в Соликамске.
В марте 2008 компания «ЕвроХим» приобрела на аукционе лицензию на разработку Палашерского и Балахонцевского участков. За разведанные запасы участков, составляющие 1553 млн тонн сильвинита и 499 млн тонн карналлита, было заплачено 4,087 млрд руб.
В 2019 году «Газпромбанк», «Сбербанк», «ВЭБ.РФ» и «Акрон» договорились профинансировать проект освоения Талицкого участка Верхнекамского месторождения калийно-магниевых солей в Пермском крае. Общий бюджет проекта составляет $2,5 млрд (с учетом ранее понесенных расходов и НДС). Требуемый объем инвестиций — около $1,7 млрд, в том числе со стороны «ВЭБ.РФ» — $869 млн, со стороны «Газпромбанка» и «Сбербанка» — $802 млн суммарно.

## Провалы на территории Верхнекамского месторождения калийных и магниевых солей
| № п/п | Дата образования/обнаружения                                                     | Координаты                      | Где расположен                                                                    | Размеры с указанием даты | Народное название                                                                                            |
| 1     | В ночь с 26 на 27 июля 1986 г.                                                   | 59°17′24″ с. ш. 56°49′01″ в. д. | Севернее солеотвала БРУ-3 в лесном массиве                                        | Размеры по поверхности воды около 150×70 м, по кромке леса — 210×110 м, 2010-е годы. В 1988 году глубина составляла 105 м, в 1992 — 74 м. В феврале 2000 года — 52 м | «Дальний родственник»                                                                                        |
| 2     | 28 июля 2007 года                                                                | 59°23′21″ с. ш. 56°46′09″ в. д. | На территории БРУ-1 в районе фабрики технической соли                             | 446 на 328 м, 15.02.2009 | «Большой брат»                                                                                               |
| 3     | 25 ноября 2010 года                                                              | 59°23′52″ с. ш. 56°46′09″ в. д. | Станция «Березники»                                                               | Засыпан в 2011 году, оседания продолжаются. Образуют одно озеро с провалом «Кроха»                                                                                   | «Малыш» |
| 4     | 4 декабря 2011 года                                                              | 59°24′02″ с. ш. 56°46′18″ в. д. | Севернее здания АБК Березниковского шахтно-строительного управления               | 135 × 144 м, период с 11.11 по 09.12.2015 | «Кроха» |
| 5     | 18.11.2014, при маркшейдерском наблюдении                                        | 59°35′37″ с. ш. 56°48′37″ в. д. | Дачный кооператив «Ключики», Соликамск                                            | 120 х 125 м, глубина около 50 м, 04.09.2015 | «Скрудж» (от названия Второго соликамского рудника)                                                          |
| 6     | 17 февраля 2015 около 12:30 по местному времени, мониторинг северной границы ППП | 59°23′32″ с. ш. 56°47′09″ в. д. | Перед фасадом школы № 26 г. Березники                                             | 27 × 29 м, период с 22.07 по 19.08.2015 | «Блинчик» (появился на Масленицу 2015 г.), «Гимназист» (рядом школа № 26) или «Пятачок» (пятый в Березниках) |
| 7     | 22 марта 2017 года около 10:00, мониторинг юго-западной части ППП                | 59°23′20″ с. ш. 56°46′57″ в. д. | В районе дома № 29 по улице Котовского, Березники                                 | 2,2 на 2,4 м, 22.03.2017 | «Котя I», «Три кота», «Трикотаж»                                                                             |
| 8     | 9 апреля 2017 года, мониторинг юго-западной части ППП                            | 59°23′20″ с. ш. 56°46′59″ в. д. | В 21 м восточнее дома № 29 по ул. Котовского, Березники                           | 7,5×10 м, глубина — 8 м, 19.05.2017 | «Котя II», «Три кота», «Трикотаж»                                                                            |
| 9     | 18 апреля 2018 года около 10:00 при маркшейдерском наблюдении                    | 59°23′20″ с. ш. 56°47′00″ в. д. | В районе дома № 33 по ул. Котовского, Березники                                   | 4,5 на 7,5 метра, глубина около 3,5 метра, 18.04.2018 | «Котя III», «Три кота», «Трикотаж»                                                                           |
| 10    | 2 мая 2018 при маркшейдерском наблюдении                                         | 59°35′39″ с. ш. 56°48′32″ в. д. | Дачный кооператив «Ключики», в 56 м к северо-западу от первой соликамской воронки | 25 на 32 м, 02.05.2018 | «Дачник» |